# Tiquilia palmeri
Tiquilia palmeri là loài thực vật có hoa trong họ Mồ hôi. Loài này được (A. Gray) A.T. Richardson miêu tả khoa học đầu tiên năm 1976.